# 주원
주원(周元, 본명: 문준원, 文晙原, 1987년 9월 30일~)은 대한민국의 배우이다. 2006년 5인조 혼성 그룹 프리즈의 멤버로 가수 데뷔 하였으나 탈퇴했다. 그 후 뮤지컬 배우로 다수의 공연에 참가 하였고 2010년 KBS2 수목 드라마 《제빵왕 김탁구》로 브라운관에 정식 데뷔하였다. 이후 《오작교 형제들》(2011)로 백상예술대상 신인상을 《각시탈》(2012)로 KBS 연기대상 우수상을 《굿 닥터》(2013)로 KBS 연기대상 최우수상을 수상하며 경력을 쌓았다. 그리고 2015년 《용팔이》로 SBS 연기대상에서 대상을 수상 하였다. 드라마, 영화, 뮤지컬 등 다양한 장르의 작품에서 주연을 맡아 다양한 모습을 보여주고 있다.

## 생애 및 경력

### 학창시절
주원은 1987년 9월 30일 서울특별시 용산구 한남동에서 2남 중 차남으로 태어났다. 가족으로는 수산업에 종사하는 아버지와 장동건 등 톱스타들의 분장사였던 어머니 그리고 결혼한 다섯 살 위의 형 문준석 이 있다. 주원은 여덟 살 때 형과 함께 외국에서 잠시 지내기도 했지만 이후 귀국하여 서울 한남초등학교, 성남 분당중학교에 다닐 때, 아버지와 형과 함께 조기축구회에 나가기도 하였다. 또한 교회에서 합창단을 하며 솔로 무대에 설 때는 "목소리가 예쁘다"는 칭찬을 받기도 하였지만 무엇보다 리더쉽이 있고 적극적이었던 초등학생 때와는 달리 중학생이 되면서 사춘기의 영향인지 성격이 내성적이고 소심하게 변했고 더욱더키 도 작아져서 자신감도 부족하여 친구들과 잘 어울리지 못하는 것을 걱정한 부모님의 권유로 학교 방송반에 들어가려고 했지만 이미 모집이 끝난 상태라 어쩔 수 없이 정원이 남아있던 연극반에 들어가게 되었다. 연극반 친구들과 함께 어울려 무대도 만들고 연극에도 직접 출연하는 것이 즐거웠는데 특히 학교 축제 때 《굿닥터》라는 작품의 '엉뚱한 경찰' 역을 맡아 처음 축제 무대에 서던 날, 평소에 말할 때는 한 명도 안 웃던 친구들이, 대사를 하니까 웃는 모습에서 "아, 이게 재밌나 보다. 그럼 더 열심히 해야지!"라는 생각을 하게 되었고 그렇게 주원은 배우라는 직업을 꿈꾸며 진로를 결정하게 되었다.

이후 계원예술고등학교 연극영화과, 성균관대학교 연기예술학과를 졸업하고 나서 어렸을 적부터 가졌던 교수의 꿈을 실현하기 위하여 2013년에는 같은 소속사 선배인 엄태웅이 석사학위를 취득한 건국대학교 언론홍보대학원에서 방송통신융합학과 방송영상전공 석사 과정을 진행하고 있다.

### 데뷔
뮤지컬
주원은 대학 신입생 때인 2006년 같은 대학교 선배인 뮤지컬 배우 한지상이 추천한 뮤지컬의 비공식 오디션에 참가하였으나 떨어졌고 당시 오디션 관계자의 추천으로 이후 공식 오디션을 보게 되었던 뮤지컬 《알타보이즈》를 통하여 정식으로 무대에 데뷔하게 됐으며, 이후에도 대학교 재학 중 틈틈이 학교 자체 공연 뿐만 아니라 《싱글즈》, 《그리스》등의 작품에서 공연을 하면서 성량이 풍부하고 호소력이 짙어 마니아팬이 많은 그를 눈여겨 본 《스프링 어웨이크닝》 제작사 관계자에 의해 브로드웨이에서 명성을 떨쳤던 뮤지컬에 무명에도 불구하고 캐스팅 될 수 있었고 김무열의 멜키어와는 다른 모습으로 표현하고 싶었던 150회에 이르는 장기간의 공연 은 업계 관계자와 관객의 호평으로 이어져, 2010년 1월 심 엔터테인먼트의 영입 제안을 받았고, 4월 전속계약을 했다.
드라마
주원이 처음으로 드라마 오디션을 봤던 《제빵왕 김탁구》는 심사위원의 반응이 그다지 좋지 않아 대신 MBC 특별기획 4부작 미니시리즈인 청춘멜로 드라마《난닝구》로 송중기·백진희·김미경 등과 함께 캐스팅되어 출연할 예정이었으나, 《제빵왕 김탁구》 작가의 고집으로 방송사 및 제작사의 만류에도 불구하고 악역 구마준 역으로 캐스팅되어 드라마에 처음으로 데뷔했다. 드라마 제빵왕 김탁구는 최고 시청률 50.8%에 이르는 등 인기몰이를 하여 성공적으로 데뷔에 성공했으며 이에 대해 이정섭 피디는 "주원의 연기력이 검증되지 않아 캐스팅을 반대했었지만 촬영을 같이 하면서 그에 대한 생각을 바꾸었다"고 회상하기도 했다.

"'뜨고 나면 변한다'는 말이 있잖아요. 어느 순간 저도 모르는 사이 제가 변하지는 않을까 걱정될 때가 있어요. 그래서 항상 변함없이 제 모습을 유지하는 배우가 되고 싶어요. (웃음)'제빵왕 김탁구'의 구마준이 악역이었기 때문에 실제로 보고는 의외라는 반응을 보이는 분들도 많아요. 물론 '연기 잘한다'는 말을 들으면 기분은 좋지만 아직은 그런 칭찬이 부끄러워요."

데뷔 드라마의 대박에도 불구하고 "연기를 다져야 한다"는 생각을 우선했던 주원은 배울 것이 있는 선생님들이 많은 주말 연속극을 선택하는 겸손함을 보여주었고 이후에는 일제강점기 시대극, 로맨틱 코미디, 휴먼 의학드라마 등 다양한 장르의 작품마다 자신이 지닌 열과 성을 다해 함께하는 배우를 세심하게 배려하고 아껴주며 다양한 연기를 보여주어 뛰어난 연기력을 지닌 배우로서 입지를 확실히 다져나가고 있다.
뮤지컬 고스트의 음악감독 박칼린은 주원에 대해 겉으로 드러나는 것만 보고 "노래가 될까 연기가 될까, 얼굴 보고 뽑은 건 아닐까"라는 걱정을 많이 했지만 오디션에 성실하게 임해 호평을 받았으며 함께 공연한 뮤지컬 배우 정영주는 공연을 마무리하는 자리에서 주원에 대하여 "본인이 노력하는 부분도 있지만 확실히 본능적인 부분이 있다"라며 칭찬하기도 했다.

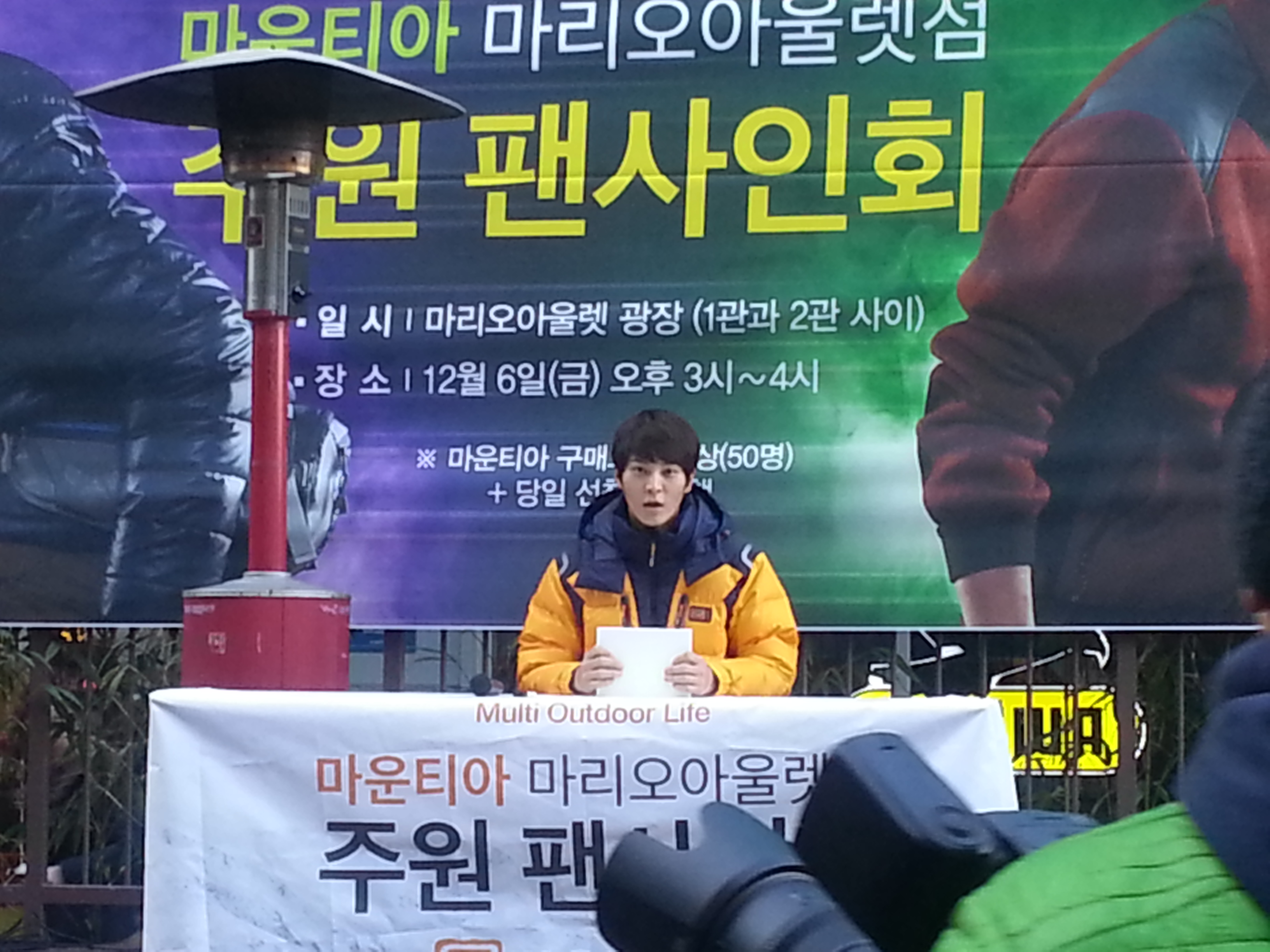
2013년 탤런트 주원의 팬 싸인회 (장소: 마리오 아울렛)

## 학력
- 서울한남초등학교 졸업
- 분당중학교 졸업
- 계원예술고등학교 졸업
- 성균관대학교 연기예술학과 학사(06학번)
- 건국대학교 언론홍보대학원 방송통신융합학과 방송영상전공 석사

## 출연 작품

### 드라마
| 연도      | 제목                        | 역할            | 방송사 | 참고                           |
| --------- | --------------------------- | --------------- | ------ | ------------------------------ |
| 2010      | 제빵왕 김탁구               | 구마준 / 한태조 | KBS2   |                                |
| 2011~2012 | 오작교 형제들               | 황태희          | KBS2   |                                |
| 2012      | 각시탈                      | 이강토          | KBS2   |                                |
| 2013      | 7급 공무원                  | 한길로          | MBC    |                                |
| 2013      | 굿 닥터                     | 박시온          | KBS2   |                                |
| 2014      | 내일도 칸타빌레             | 차유진          | KBS2   |                                |
| 2015      | 용팔이                      | 김태현          | SBS    |                                |
| 2016      | 애정야포유                  | 천시            |        | 중국 드라마, 사전제작          |
| 2017      | 엽기적인 그녀               | 견우            | SBS    | 동명의 사극판 드라마, 사전제작 |
| 2020      | 앨리스                      | 박진겸          | SBS    | 사전제작                       |
| 2023      | 스틸러 : 일곱 개의 조선통보 | 황대명          | tvN    | 12부작                         |
| 2024      | 야한(夜限) 사진관           | 서기주          | ENA    | 16부작                         |

### 영화
| 연도 | 제목                        | 역할     | 참고                  |
| ---- | --------------------------- | -------- | --------------------- |
| 2011 | 특수본                      | 김호룡   |                       |
| 2012 | 미확인 동영상: 절대클릭금지 | 준혁     |                       |
| 2012 | 니코: 산타비행단의 모험     | 니코     | 한국어 더빙           |
| 2013 | 캐치미                      | 이호태   |                       |
| 2014 | 패션왕                      | 우기명   |                       |
| 2015 | 그놈이다                    | 한장우   |                       |
| 2016 | 특근                        | 서기웅   |                       |
| 2016 | 하유교목 아망천당           | 취웨이란 | 2014년 제작 중국 영화 |
| 2022 | 카터                        | 카터     | 넷플릭스 영화         |
| 2024 | 소방관                      | 철웅     |                       |

### 뮤지컬
| 연도                 | 제목              | 역할    | 비고 |
| -------------------- | ----------------- | ------- | ---- |
| 2007~2008            | 알타보이즈        | 매튜    |      |
| 2008                 | 싱글즈            | 앙상블  |      |
| 2008~2009            | 그리스            | 두디    |      |
| 2009                 | 신상남            | 연하남  |      |
| 2009~2010            | 스프링 어웨이크닝 | 멜키어  |      |
| 2013~2014, 2020~2021 | 고스트            | 샘 위트 |      |

## 음반

### OST 참여
| 연도 | 앨범                     | 곡명                         |
| ---- | ------------------------ | ---------------------------- |
| 2010 | 제빵왕 김탁구 OST Part.7 | "내 사랑"                    |
| 2012 | 각시탈 OST               | Track 5 - "심판의 날"        |
| 2012 | 각시탈 OST               | Track 7 - "사랑 그리고 사랑" |
| 2013 | 7급 공무원 OST           | "사랑할 줄 몰라서"           |
| 2013 | 굿 닥터 OST Part.6       | "소독약 (Love Medicine)"     |
| 2013 | 굿 닥터 OST Part.6       | "내가 만일"                  |
| 2014 | 내일도 칸타빌레 OST      | "이노센트 (Innocente)"       |
| 2017 | 엽기적인 그녀 OST        | "I Believe"                  |

## 광고
| 연도      | 기업명            | 제품명                     | 종류                  | 공동 출연 |
| --------- | ----------------- | -------------------------- | --------------------- | --------- |
| 2010      | KFC               | KFC 징거S버거              | 패스트푸드 프랜차이즈 |           |
| 2010      | 리얼컴퍼니        | 애스크(ASK)                | 캐주얼 의류           |           |
| 2012      | 농심              | 둥지냉면                   | 라면                  |           |
| 2012      | SK플래닛          | T 스토어                   | 애플리케이션 마켓     | 윤진이    |
| 2012-2013 | 롯데칠성음료      | 칸타타 스틱커피, 무빙 카페 | 커피                  | 유이      |
| 2012-2015 | (주)헨어스        | 에드윈                     | 캐주얼 의류           | 진세연    |
| 2012-2016 | (주)블랙야크      | 마운티아                   | 아웃도어              |           |
| 2014      | (주)일화          | 맥콜                       | 보리 탄산음료         |           |
| 2014-2015 | 빈스빈스          | 빈스빈스 커피              | 커피전문 프랜차이즈   |           |
| 2015      | (주)직방          | 직방                       | 부동산 앱             |           |
| 2015-2016 | 코오롱인더스트리  | GGIO2                      | 남성 정장             | 김영광    |
| 2016      | 더베이직하우스    | I'm David                  | 의류                  | 중국 지역 |
| 2016      | 더베이직하우스    | Mind Bridge                | 비지니스 캐주얼 의류  | 설현      |
| 2019      | 코오롱인더스트리  | 브렌우드                   | 남성복                |           |
| 2019      | AlmondBreezeKorea | 아몬드브리즈               | 아몬드 음료           |           |
| 2019      | 인큐랩스 주식회사 | 인트로큐어                 | 화장품                |           |

## 그 외 활동
| 연도      | 분류       | 채널                              | 제목                                            | 비고                                                      |
| --------- | ---------- | --------------------------------- | ----------------------------------------------- | --------------------------------------------------------- |
| 2006-2007 | 예능       | SBS TV                            | 바바! 프리즈                                    | 1월 31일                                                  |
| 2008      | 공연       | KBS 2TV                           | 한국뮤지컬대상                                  | 10월 20일 그리스 오프닝                                   |
| 2009      | 예능       | Mnet                              | 슈퍼스타K                                       | 9월 25일 도전자 미션지도                                  |
| 2010      | 음반       |                                   | 내 사랑                                         | 제빵왕 김탁구 OST                                         |
| 2010      | 모델       | 화보                              | 스타일H 8월호                                   |                                                           |
| 2010      | 모델       | 광고, 화보                        | 캐주얼브랜드 애스크(ASK)                        | Season F/W (With. 카라)                                   |
| 2010      | 모델       | 화보                              | 《VOGUEgirl》9월호                              |                                                           |
| 2010      | 홍보대사   |                                   | 충청북도 명예홍보대사                           | With. 윤시윤, 이영아                                      |
| 2010      | 모델       | 광고                              | KFC 징거S버거                                   |                                                           |
| 2010      | 모델       | 광고                              | 정장 브랜드 블랭크5스페이스                     | 로버트 노키 작업 전시회                                   |
| 2010      | 모델       | 광고                              | 현대자동차 엑센트                               | 1호차                                                     |
| 2010      | 뮤직비디오 |                                   | 너무 그리워                                     | S.M. THE BALLAD With. 이연희                              |
| 2010      | 예능       | KBS 2TV                           | 연예가 중계                                     | 8월 7일 1336회                                            |
| 2010      | 예능       | KBS 2TV                           | 연예가 중계                                     | 9월 4일 제1340회                                          |
| 2010      | 예능       | KBS 2TV                           | 밤샘 버라이어티 야행성                          | 9월 5일 16회 제빵왕 김탁구 스페셜 1부                     |
| 2010      | 예능       | KBS 2TV                           | 밤샘 버라이어티 야행성                          | 9월 12일 17회 제빵왕 김탁구 스페셜 2부                    |
| 2010      | 예능       | KBS 2TV                           | 연예가 중계                                     | 9월 18일 제1342회                                         |
| 2010      | 모델       | 화보                              | 캠페인 'I love pet'                             | CECI 창간 16주년 기념화보, 후원금 기부                    |
| 2010      | 모델       | 화보                              | 소프라움 - 수면 건강 캠페인                     | 행복이 가득한 집 10월호                                   |
| 2010      | 예능       | KBS 2TV                           | 제빵왕 김탁구 스페셜                            | 9월 23일 추석 특집                                        |
| 2010      | 예능       | KBS 2TV                           | 해피투게더                                      | 9월 30일 166회 제빵왕 김탁구 특집                         |
| 2010      | 공연       | KBS 2TV                           | KBS연기대상                                     | 12월 31일 제빵왕 김탁구 난타 (With. 유진, 이영아, 윤시윤) |
| 2011      | 예능       | KBS 2TV                           | 김승우의 승승장구                               | 1월 4일 46회 전인화 몰래 온 손님(With. 윤시윤)            |
| 2011      | 예능       | KBS 2TV                           | 연예가 중계                                     | 1월 8일 1357회                                            |
| 2011      | 홍보대사   |                                   | 안티에이징 엑스포                               |                                                           |
| 2011      | 모델       | 광고, 화보                        | 모닝캄빌리지                                    | 소속사가 운영                                             |
| 2011      | 모델       | 화보                              | 쎄씨(CECI) - 7월호                              | With. 강별. Where. 모닝캄빌리지                           |
| 2011      | 모델       | 화보                              | 싱글즈 - 7월호                                  |                                                           |
| 2011      | 예능       | KBS 2TV                           | 연예가 중계                                     | 7월 30일 1386회                                           |
| 2011      | 예능       | KBS 2TV                           | 연예가 중계                                     | 8월 6일 1387회                                            |
| 2011      | 예능       | KBS 2TV                           | 연예가 중계                                     | 9월 10일 1392회                                           |
| 2011      | 모델       | 화보                              | 《VOGUEgirl》9월호                              | Where. 모닝캄빌리지                                       |
| 2011      | 모델       | 화보                              | 인스타일 10월호                                 | Where. 모닝캄빌리지                                       |
| 2011      | 예능       | KBS 2TV                           | 김승우의 승승장구                               | 11월 1일 87회 엄태웅 몰래 온 손님                         |
| 2011      | 예능       | MBC TV                            | 공감토크쇼 놀러와                               | 11월 7일 363회 나침반클럽                                 |
| 2011      | 공연       |                                   | 스위트 스마일 팬미팅 콘서트                     | 오다이바 제프도쿄 11월 20일                               |
| 2011      | 예능       | MBC TV                            | 섹션TV 연예통신                                 | 11월 20일 601회                                           |
| 2011      | 예능       | KBS 2TV                           | 스타 인생극장 - 김용림 편                       | 12월 26일 29회 - 12월 27일 30회                           |
| 2011      | MC         | KBS 2TV                           | KBS연기대상                                     | 12월 31일 진행(With. 전현무, 한혜진)                      |
| 2012      | 예능       | KBS 2TV                           | 연예가 중계                                     | 2월 4일 1411회                                            |
| 2012      | 예능       | KBS 2TV                           | 해피투게더                                      | 2월 16일 236회 오작교 형제들 특집                         |
| 2012      | 예능       | KBS 2TV                           | 연예가 중계                                     | 2월 18일 1413회                                           |
| 2012      | 뮤직비디오 |                                   | 또 한 여잘 울렸어                               | 투빅 데뷔곡                                               |
| 2012      | 다큐멘터리 | KBS 1TV                           | 문명의 기억, 지도                               | 내레이션, 1부(3월3일)-4부(3월11일)                        |
| 2012      | 예능       | KBS 2TV                           | 1박 2일 시즌 2                                  | 고정, 2013년 10월 하차                                    |
| 2012      | 모델       | 광고, 화보                        | 에드윈                                          | 계속, 3년 연장                                            |
| 2012      | 모델       | 광고, 화보                        | 마운티아                                        | 계속                                                      |
| 2012      | 모델       | 광고, 화보                        | 롯데칠성 칸타타 스틱커피                        | With. 유이                                                |
| 2012      | 예능       | KBS 2TV                           | 연예가 중계                                     | 5월 26일 1427회                                           |
| 2012      | 예능       | KBS 2TV                           | 개그콘서트 감수성 코너                          | 5월 27일 647회                                            |
| 2012      | 모델       | 광고                              | 농심 둥지냉면                                   | With. 유이                                                |
| 2012      | 예능       | KBS 2TV                           | 연예가 중계                                     | 6월 16일 1430회                                           |
| 2012      | 예능       | KBS 2TV                           | 연예가 중계                                     | 6월 30일 1432회                                           |
| 2012      | 예능       | tvN                               | ENews 시크릿 키워드                             | 7월 11일 1452회                                           |
| 2012      | 예능       | KBS 2TV                           | 연예가 중계                                     | 7월 21일 1435회                                           |
| 2012      | 모델       |                                   | 소프라움 - 수면 건강 캠페인                     | 행복이 가득한 집 10월호, With. 엄정화, 엄태웅             |
| 2012      | 음반       |                                   | 심판의 날, 사랑 그리고 사랑                     | 각시탈 OST                                                |
| 2012      | 예능       | KBS 2TV                           | 연예가 중계                                     | 8월 25일 1438회                                           |
| 2012      | 음반       |                                   | 《撫子》                                        | J-POP                                                     |
| 2012      | 예능       | KBS 2TV                           | 연예가 중계                                     | 9월 8일 1440회                                            |
| 2012      | 모델       | 광고                              | SK플래닛 T 스토어                               |                                                           |
| 2012      | 예능       | MBC TV                            | 섹션TV 연예통신                                 | 9월 16일 642회                                            |
| 2012      | 예능       | 캠퍼스10                          | 캠퍼스 어택                                     | 10월 18일 성균관대학교                                    |
| 2012      | 모델       | 화보                              | 코스모폴리탄 11월호                             |                                                           |
| 2012      | 모델       | 화보                              | 아레나 옴므 플러스 11월호                       |                                                           |
| 2012      | 모델       | 화보                              | 싱글즈 11월호                                   | Where. 모닝캄빌리지                                       |
| 2012      | 모델       | 화보                              | 마리끌레르 11월호                               |                                                           |
| 2012      | 모델       | 화보                              | 쎄씨 11월호                                     |                                                           |
| 2012      | 예능       | SBS TV                            | 한밤의 TV연예                                   | 10월 31일 384회                                           |
| 2012      | 예능       | Story on                          | 이승연과 100인의 여자                           | 11월 10일 101회 선물 편                                   |
| 2012      | 예능       | KBS 2TV                           | 김승우의 승승장구                               | 11월 13일 137회 주원 편 (몰래 온 손님: 박기웅)            |
| 2012      | 예능       | tvN                               | eNEWS '스타인터뷰 休(휴)'                       | 11월 20일                                                 |
| 2012      | 예능       | MBC TV                            | 섹션TV 연예통신                                 | 12월 23일 654회                                           |
| 2012      | 공연       | KBS 2TV                           | KBS 연기대상                                    | 12월 31일 각시탈 1부 오프닝                               |
| 2013      | 음반       |                                   | 사랑할 줄 몰라서                                | 7급 공무원 OST                                            |
| 2013      | 예능       | MBC TV                            | 섹션TV 연예통신                                 | 1월 25일 659회                                            |
| 2013      | 예능       | MBC TV                            | 섹션TV 연예통신                                 | 2월 8일 661회                                             |
| 2013      | 모델       | 화보                              | 남성 어번 빈티지 캐주얼 시리즈                  | 세컨드 브랜드‘시리즈;에피그램’                            |
| 2013      | 모델       | 화보                              | 엘르 3월호                                      |                                                           |
| 2013      | 모델       | 화보                              | 앳스타일 1주년 특집                             |                                                           |
| 2013      | 모델       | 화보                              | 앳스타일 5월호                                  |                                                           |
| 2013      | MC         | JTBC                              | 49회 백상예술대상                               | 5월 9일 진행(With. 오상진, 김아중)                        |
| 2013      | 공연       |                                   | 2013 스위트 스마일 주원 “신데렐라 파티 뮤직 쇼" | 위엔산 호텔 5월 18일 주최 취엔통왕·심·엠지쇼              |
| 2013      | 공연       |                                   | 주원 스위트 스마일 콘서트                       | 도쿄국제포럼 홀 6월 15일                                  |
| 2013      | 예능       | KBS 2TV                           | 연예가 중계                                     | 7월 20일 1484회                                           |
| 2013      | 예능       | KBS 2TV                           | 해피투게더                                      | 8월 1일 31회 굿 닥터 훈남 특집                            |
| 2013      | 음반       |                                   | 소독약 내가 만일                                | 굿 닥터 OST                                               |
| 2013      | 예능       | KBS 2TV                           | 연예가 중계                                     | 8월 31일 1490회                                           |
| 2013      | 예능       | KBS 2TV                           | 연예가 중계                                     | 9월 21일 1493회 강남역 게릴라데이트                       |
| 2013      | 예능       | KBS 2TV                           | 연예가 중계                                     | 10월 12일 1496회                                          |
| 2013      | 예능       | SBS TV                            | 한밤의 TV연예                                   | 10월 16일 432회                                           |
| 2013      | 모델       | 화보                              | 《The STAR》- 11월호                            |                                                           |
| 2013      | 예능       | MBC TV                            | 섹션TV 연예통신                                 | 11월 10일 699회                                           |
| 2013      | 예능       | KBS 2TV                           | 유희열의 스케치북                               | 11월 15일 210회 With. 아이비                              |
| 2013      | 예능       | KBS 2TV                           | 연예가 중계                                     | 11월 23일 1502회                                          |
| 2013      | 예능       | MBC TV                            | 섹션TV 연예통신                                 | 11월 24일 701회                                           |
| 2013      | 예능       | MBC FM4U                          | 오늘아침 정지영입니다                           | 11월 27일                                                 |
| 2013      | 예능       | SBS TV                            | 한밤의 TV연예                                   | 11월 27일 438회                                           |
| 2013      | 예능       | KBS 2TV                           | 개그콘서트 놈놈놈 코너                          | 12월 1일                                                  |
| 2013      | 모델       | 화보                              | 그라치아 12월호                                 |                                                           |
| 2013      | 모델       | 화보                              | 씬플레이빌 12월호                               |                                                           |
| 2013      | 예능       | JTBC                              | 마녀사냥                                        | 12월 6일 19회 With. 김아중                                |
| 2013      | 예능       | SBS 파워FM                        | 두시 탈출 컬투쇼                                | 12월 13일 With. 김아중                                    |
| 2013      | 예능       | tvN                               | 현장 토크쇼 택시                                | 12월 16일 315회                                           |
| 2013      | 예능       | JTBC                              | 연예특종                                        | 12월 20일 93회                                            |
| 2013      | 공연       | KBS 2TV                           | KBS 연기대상                                    | 12월 31일 굿 닥터 With. 어린 시온 최로운 2부 오프닝       |
| 2014      | 모델       | 화보                              | BNT 메이킹                                      |                                                           |
| 2014      | 모델       | 화보                              | 스타에이지 1월호                                |                                                           |
| 2014      | 모델       | 화보                              | KWAVE 1월호                                     |                                                           |
| 2014      | 예능       | KBS 2TV                           | 글로벌 리퀘스트 쇼 어 송 포 유                  | 1월 5일 With. 박지연                                      |
| 2014      | 공연       |                                   | 주원 스위트 스마일 콘서트                       | 도쿄 나카노썬 프라자 1월 11일                             |
| 2014      | 뮤직비디오 |                                   | 고스트 M/V (Three little words vocal)           | With. 박지연                                              |
| 2014      | 뮤직비디오 | 고스트 M/V (Here right now vocal) | With. 아이비                                    |                                                           |
| 2014      | 모델       | 화보                              | 《K WAVE》- 1월호                               |                                                           |
| 2014      | 공연       |                                   | 주원 스위트 스마일 콘서트                       | 오사카 NHK홀 1월 13일                                     |
| 2014      | 공연       |                                   | 스위트 스마일 주원, 퍼스트 러브                 | 악사라 극장 1월 19일                                      |
| 2014      | 예능       | Thai TV                           | '서라윳 쇼'(sorayuth show)                      | 1월 20일 'Rueng Lao Chao Nee'                             |
| 2014      | 예능       | KBS 2TV                           | 연예가 중계                                     | 2월 8일 1511회                                            |
| 2014      | 예능       | SBS TV                            | 한밤의 TV연예                                   | 3월 5일 452회 With. 김아중                                |
| 2014      | 모델       | 광고                              | 일화 보리 탄산음료 맥콜                         |                                                           |
| 2014      | 모델       | 화보                              | 파운드 매거진 3월호                             | 그러니까 주원 Part1                                       |
| 2014      | 모델       | 화보                              | 파운드 매거진 3월호                             | 사랑받으며 자라는 나무 Part2                              |
| 2014      | 예능       | KNTV                              | 주원 라이프로그                                 | 5월 22일부터 매주 목요일(23:15~23:40) 24부작              |
| 2014      | 예능       | SBS 파워FM                        | 최화정의 파워 타임                              | 5월 27일 With. 아이비                                     |
| 2014      | 모델       | 화보                              | 인스타일 6월호                                  |                                                           |
| 2014      | 모델       | 화보                              | 《GQ》 6월호                                    |                                                           |
| 2014      | 모델       | 화보                              | 《VOGUE》6월호                                  |                                                           |
| 2014      | 예능       | SBS 파워FM                        | 장기하의 대단한 라디오                          | 6월 2일 With. 아이비                                      |
| 2014      | 예능       | KBS 2TV                           | 연예가 중계                                     | 7월 5일 1530회                                            |
| 2014      | 예능       | SBS TV                            | 일요일이 좋다 - 런닝 맨                         | 7월 27일 With. 홍석천                                     |
| 2014      |            | 월드휴먼브리지와 나눔 HAJA        |                                                 |                                                           |
| 2014      | 모델       | 화보                              | 인스타일맨 창간호                               |                                                           |
| 2014      | 공연       |                                   | '주원508 팬미팅'                                | 경희대학교 크라운관                                       |
| 2014      | 예능       | KBS 2TV                           | 연예가 중계                                     | 10월 11일 1544회                                          |
| 2014      | 예능       | MBC TV                            | 섹션TV 연예통신                                 | 10월 12일 744회                                           |
| 2014      | 예능       |                                   | 주원이 간다! 스쿨어택                           | 한림연예예술고등학교                                      |
| 2014      | 예능       | KBS 2TV                           | 해피 투게더                                     | 10월 30일 370회                                           |
| 2014      | 예능       | jTBC                              | 마녀사냥                                        | 64회 With. 안재현                                         |
| 2014      | 예능       | KBS 2TV                           | 연예가 중계                                     | 11월 1일 1547회 게릴라데이트                              |
| 2014      | 예능       | KBS 2TV                           | 연예가 중계                                     | 11월 8일 1548회                                           |
| 2014      | 모델       | 광고                              | 빈스 빈스                                       |                                                           |
| 2014      | 음반       |                                   | 이노센트                                        | 내일도 칸타빌레 OST                                       |
| 2014      |            |                                   | 마운티아 팬 사인회                              | 경남 진주 마운티아 12월 6일                               |
| 2014      |            |                                   | 애드윈 팬사인회                                 | 서울 강서 홈플러스 12월 7일                               |
| 2014      |            | 축구 꿈나무 응원 프로젝트         |                                                 |                                                           |
| 2014      | 모델       | 광고                              | 부동산앱 직방                                   |                                                           |
| 2014      | 예능       | KBS 2TV                           | 연예가 중계                                     | 12월 13일 1553회                                          |
| 2014      | 예능       | MBC TV                            | 섹션TV 연예통신                                 | 12월 14일 753회                                           |
| 2015      | 예능       | KBS 2TV                           | 도전 골든벨                                     | 1월 4일 750회 계원예고                                    |
| 2015      | 예능       | Thai TV                           | Rueng Lao Sao Artid 생방송                      | 1월 31일                                                  |
| 2015      | 공연       |                                   | 주원 2015 스위트 스마일                         | 1월 23일~1월 25일                                         |
| 2015      | 공연       |                                   | JOOWON 2015 SWEET MELODY                        | SCALA THEATRE(2월 1일)                                    |
| 2015      | 모델       | 광고                              | 코오롱FnC 남성복 ‘지오투 큐레이션’              |                                                           |
| 2015      | 모델       | 화보                              | 더블유코리아 4월호                              |                                                           |
| 2015      | 모델       | 홍보대사                          | 제9회 이순신장군배 국제요트대회                 |                                                           |
| 2015      | 공연       |                                   | 주원 2015 스위트 스마일 라이브                  | 충칭 인민대예당(7월 25일)                                 |
| 2015      | MC         |                                   | 제51회 백상예술대상                             | 5월 26일 진행(With. 신동엽, 김아중)                       |
| 2015      | 모델       |                                   | 마운티아 팬사인회                               | 6월 5일 양재동 직영점                                     |
| 2015      | 모델       | 홍보대사                          | 제9회 이순신장군배 국제요트대회                 |                                                           |
| 2015      | 공연       |                                   | 광주유니버시아드 개막식                         | 7월 3일 With. 유노윤호, 송소희, 인선                      |
| 2015      | 예능       | SBS TV                            | 한밤의 TV연예                                   | 8월 5일 518회                                             |
| 2015      | 예능       | SBS TV                            | 한밤의 TV연예                                   | 9월 30일 526회                                            |
| 2015      | 예능       | 네이버 V앱                        | ‘Joowon’s Week3                                 | 10월 3일 롯데 프리미엄 아울렛 광교점                      |
| 2015      | 공연       |                                   | 주원 2015 스위트 스마일                         | 10월9일                                                   |
| 2015      | 공연       | 10월9일                           | 주원 2015 스위트 스마일                         |                                                           |
| 2015      | 예능       | MBC TV                            | 섹션TV연예통신                                  | 10월11일 796회                                            |
| 2015      | 예능       | SBS TV                            | 힐링캠프-500인                                  | 10월12일 205회                                            |
| 2015      | 예능       | KBS 2TV                           | 연예가중계 게릴라 데이트                        | 1595회 10월17일(성신여대 10월15일 녹화)                   |
| 2015      | 예능       | SBS 파워FM                        | 두시탈출 컬투쇼                                 | 10월19일 가을남자 특집                                    |
| 2015      | 예능       | SBS TV                            | 한밤의 TV연예                                   | 10월21일 529회                                            |
| 2015      | 예능       | 네이버V앱                         | 주.저.주.저 2 (Joowon's Sweet Time)             | 10월22일                                                  |
| 2015      | 모델       | 화보                              | 싱글즈 11월호                                   |                                                           |
| 2015      | 모델       | 화보                              | 쎄씨(CeCi) 12월호                               | 한국어판, 중국어판                                        |
| 2016      | 예능       | KBS 2TV                           | 연예가중계                                      | 10월 22일 with 김상중, 김강우                             |
| 2020      |            |                                   | 제34회 골든디스크어워즈 시상                    | 틱톡디지털음원 부문 본상 시상                             |
| 2020      |            |                                   | 제41회 청룡영화상 축하무대                      | 12월 11일 뮤지컬 고스트 with 아이비                       |
| 2020      |            |                                   | 앨리스 온라인 제작발표회                        | 8월 25일                                                  |
| 2020      | 예능       | SBS TV                            | 본격연예 한밤                                   | 8월 26일 172회 with 김희선                                |
| 2020      | 예능       | SBS TV                            | 나이트라인                                      | 11월 24일 초대석                                          |
| 2020      | 예능       | SBS 파워FM                        | 최화정의 파워타임                               | 8월 25일                                                  |
| 2020      | 예능       | SBS 파워FM                        | 이준의 영스트리트                               | 8월 28일                                                  |
| 2020      | 예능       | MBC TV                            | 라디오스타                                      | 9월 23일 687회 with 아이비, 최정원, 박준면                |
| 2020      | 예능       | KBS 2TV                           | 연중 라이브                                     | 12월 4일 18회 <기억의 방>                                 |
| 2020      | 예능       | 네이버V앱                         | 안녕❤️                                          | 10월 15일 (뮤지컬 고스트 프레스콜 깜짝 VLIVE)             |
| 2020      | 예능       | 네이버V앱                         | 굿바이 앨리스                                   | 10월 25일 (앨리스 종영 VLIVE)                             |
| 2020      | 모델       | 화보                              | 시어터플러스 10월호                             |                                                           |
| 2020      | 모델       | 화보                              | DAZED 12월호                                    |                                                           |
| 2021      | 예능       |                                   | 제시의 쇼!터뷰                                  | 1월 21일 34화 with 아이비                                 |
| 2021      | 예능       | JTBC                              | 아는형님                                        | 1월 23일 265회 with 아이비, 박준면                        |
| 2024      | 예능       | SBS                               | 미운 우리 새끼                                  | 3월 17일 385회                                            |
| 2024      | 예능       |                                   | 집대성                                          | 4월 12일 2회, 4월 19일 3회                                |

## 수상 및 후보
| 연도 | 시상식                          | 부문                                  | 작품                 | 결과 |
| ---- | ------------------------------- | ------------------------------------- | -------------------- | ---- |
| 2009 | 제15회 한국뮤지컬대상           | 남우신인상                            | 스프링 어웨이크닝    | 후보 |
| 2010 | 제4회 더 뮤지컬 어워즈          | 남우신인상                            | 스프링 어웨이크닝    | 후보 |
| 2010 | KBS 연기대상                    | 남자 신인연기상                       | 제빵왕 김탁구        | 후보 |
| 2011 | 제6회 아시아 모델상 시상식      | 뉴스타상                              | 제빵왕 김탁구        | 수상 |
| 2011 | 제47회 백상예술대상             | TV부문 남자 인기상                    | 제빵왕 김탁구        | 후보 |
| 2011 | KBS 연기대상                    | 남자 신인연기상                       | 오작교 형제들        | 수상 |
| 2011 | KBS 연기대상                    | 남자 네티즌상                         | 오작교 형제들        | 후보 |
| 2011 | KBS 연기대상                    | 베스트 커플상 (with 유이)             | 오작교 형제들        | 후보 |
| 2012 | 제48회 백상예술대상             | TV부문 남자 신인연기상                | 오작교 형제들        | 수상 |
| 2012 | 제48회 백상예술대상             | 영화부문 남자 신인연기상              | 특수본               | 후보 |
| 2012 | 제6회 Mnet 20's Choice          | 20's 드라마 스타 부문                 | 오작교 형제들        | 후보 |
| 2012 | 제21회 부일영화상               | 신인남자연기상                        | 특수본               | 후보 |
| 2012 | 제49회 대종상                   | 인기상                                | 미확인 동영상        | 후보 |
| 2012 | 제1회 에이판 스타 어워즈        | 남자 우수연기상                       | 각시탈               | 후보 |
| 2012 | KBS 연예대상                    | 쇼·오락부문 남자 신인상               | 해피선데이 - 1박 2일 | 수상 |
| 2012 | KBS 연기대상                    | 남자 최우수연기상                     | 각시탈               | 후보 |
| 2012 | KBS 연기대상                    | 장편드라마부문 남자 우수연기상        | 각시탈               | 수상 |
| 2012 | KBS 연기대상                    | 인기상                                | 각시탈               | 수상 |
| 2012 | KBS 연기대상                    | 남자 네티즌상                         | 각시탈               | 후보 |
| 2012 | KBS 연기대상                    | 베스트 커플상 (with 박기웅)           | 각시탈               | 후보 |
| 2012 | KBS 연기대상                    | 베스트 커플상 (with 진세연)           | 각시탈               | 후보 |
| 2013 | 제49회 백상예술대상             | TV부문 남자 인기상                    | 각시탈               | 후보 |
| 2013 | 제49회 백상예술대상             | 영화부문 남자 인기상                  | 미확인 동영상        | 후보 |
| 2013 | 제2회 에이판 스타 어워즈        | 남자 최우수연기상                     | 굿 닥터              | 후보 |
| 2013 | 제6회 코리아 드라마 어워즈      | 남자 최우수연기상                     | 굿 닥터              | 후보 |
| 2013 | MBC 연기대상                    | 미니시리즈부문 남자 우수연기상        | 7급 공무원           | 수상 |
| 2013 | KBS 연기대상                    | 남자 최우수연기상                     | 굿 닥터              | 수상 |
| 2013 | KBS 연기대상                    | 중편드라마부문 남자 우수연기상        | 굿 닥터              | 후보 |
| 2013 | KBS 연기대상                    | 방송 3사 드라마PD가 뽑은 연기자상     | 굿 닥터              | 수상 |
| 2013 | KBS 연기대상                    | 남자 네티즌상                         | 굿 닥터              | 수상 |
| 2013 | KBS 연기대상                    | 베스트 커플상 (with 문채원)           | 굿 닥터              | 수상 |
| 2014 | 제26회 한국PD대상               | 탤런트부문 출연자상                   | 굿 닥터              | 수상 |
| 2014 | 제50회 백상예술대상             | TV부문 남자 최우수연기상              | 굿 닥터              | 후보 |
| 2014 | 제50회 백상예술대상             | TV부문 남자 인기상                    | 굿 닥터              | 후보 |
| 2014 | 제50회 백상예술대상             | 영화부문 남자 인기상                  | 캐치미               | 후보 |
| 2014 | 제9회 서울 드라마 어워즈        | 한류드라마 배우상                     | 굿 닥터              | 후보 |
| 2014 | 제9회 서울 드라마 어워즈        | 네티즌 인기상                         | 굿 닥터              | 후보 |
| 2014 | KBS 연기대상                    | 미니시리즈부문 남자 우수연기상        | 내일도 칸타빌레      | 후보 |
| 2014 | KBS 연기대상                    | 남자 인기상                           | 내일도 칸타빌레      | 수상 |
| 2014 | KBS 연기대상                    | 남자 네티즌상                         | 내일도 칸타빌레      | 후보 |
| 2014 | KBS 연기대상                    | 베스트 커플상 (with 심은경)           | 내일도 칸타빌레      | 후보 |
| 2015 | 제3회 드라마피버 어워즈         | 베스트 커플상 (with 심은경)           | 내일도 칸타빌레      | 후보 |
| 2015 | 제8회 코리아 드라마 어워즈      | 연기대상                              | 용팔이               | 후보 |
| 2015 | 제2회 아시아 영향력 동방 시상식 | 최고 환영 배우상 (해외)               | 빈칸                 | 수상 |
| 2015 | 제52회 대종상                   | 인기상                                | 빈칸                 | 후보 |
| 2015 | 제4회 에이판 스타 어워즈        | 중편드라마부문 남자 최우수연기상      | 용팔이               | 후보 |
| 2015 | SBS 연기대상                    | 대상                                  | 용팔이               | 수상 |
| 2015 | SBS 연기대상                    | 방송 3사 드라마PD가 선정한 프로듀서상 | 용팔이               | 후보 |
| 2015 | SBS 연기대상                    | 미니시리즈부문 남자 최우수연기상      | 용팔이               | 후보 |
| 2015 | SBS 연기대상                    | 베스트 커플상 (with 김태희)           | 용팔이               | 수상 |
| 2015 | SBS 연기대상                    | 10대 스타상                           | 용팔이               | 수상 |
| 2015 | SBS 연기대상                    | 네티즌 인기상                         | 용팔이               | 후보 |
| 2015 | SBS 연기대상                    | 중국 네티즌인기상                     | 용팔이               | 수상 |
| 2016 | 제52회 백상예술대상             | TV부문 남자 최우수연기상              | 용팔이               | 후보 |
| 2016 | 제52회 백상예술대상             | TV부문 남자 인기상                    | 용팔이               | 후보 |
| 2017 | SBS 연기대상                    | 월화드라마부문 남자 최우수연기상      | 엽기적인 그녀        | 후보 |
| 2020 | SBS 연기대상                    | 대상                                  | 앨리스               | 후보 |
| 2020 | SBS 연기대상                    | 프로듀서상                            | 앨리스               | 수상 |
| 2020 | SBS 연기대상                    | 판타지·로맨스부문 남자 최우수연기상   | 앨리스               | 후보 |
| 2021 | 제7회 에이판 스타 어워즈        | 미니시리즈 남자 우수연기상            | 앨리스               | 후보 |
| 2021 | 제7회 에이판 스타 어워즈        | 아이돌챔프 남자 인기상                | 앨리스               | 후보 |
| 2024 | 제9회 아시아 아티스트 어워즈    | 배우 부문 베스트 아티스트상           | 소방관               | 수상 |